# Троицкий собор (Серпухов)
Собор Троицы Живоначальной (Тро́ицкий собо́р) — православный храм в городе Серпухове Московской области. Расположен в историческом центре города на Соборной горе на бывшей территории Серпуховского кремля.

## История
Деревянная церковь на месте современного собора появилась в XIV веке. В некоторых источниках указывается год основания 1380. Первый каменный храм сооружён в XVI веке. Перестроен на средства бывшего священника собора, архимандрита Московского Спасо-Андроникова монастыря Феодосия.
Согласно исследованиям Н. Н. Свешникова в XVII веке собор завершался пятиглавием. С северной стороны имелся придел святого мученика Димитрия Солунского, который через некоторое время был разобран. В 1837—1841 годах храм переживает перестройку в духе классицизма, в ходе которой были изменены колокольня и восьмерик храма, добавлен придел святителя Николая Мирликийского, в стиле ампир сформирован декор фасадов, а также восстановлен придел святого мученика Димитрия Солунского. Оба придела освящены в память прежде существовавших в кремле церквей.
В конце 1930-х годов собор закрыт.
В 1967-1970-х годах колокольня XVII века, полностью сохранившаяся под обкладкой и куполом XIX века, была вновь раскрыта архитектором Николаем Николаевичем Свешниковым.
С 1985 года по 2011 год в здании собора располагался краеведческий филиал Серпуховского историко-художественного музея. В 2011 году передан в ведение РПЦ, в соборе возобновлены богослужения.
С июля 2017 года в храме проводится реконструкция (восстановление разрушенной и обветшавшей части колокольни, фасада). Литургия проводится по расписанию храма.
Предполагаемый срок окончания работ по реконструкции собора — III квартал 2018 года, но к ноябрю 2018 года реконструкция так и не окончена.
Настоятель собора — священник Сергий Витальевич Свирепов.

## Архитектурные особенности
Троицкий собор ныне представляет собой каменный храм типа восьмерик на четверике с трапезной в стиле московского барокко и шатровой колокольней. Первоначально восьмерик увенчан пятиглавием. Кладка частично включает элементы здания XVI века. В ходе реконструкций добавлены элементы в стилях классицизм, ампир.

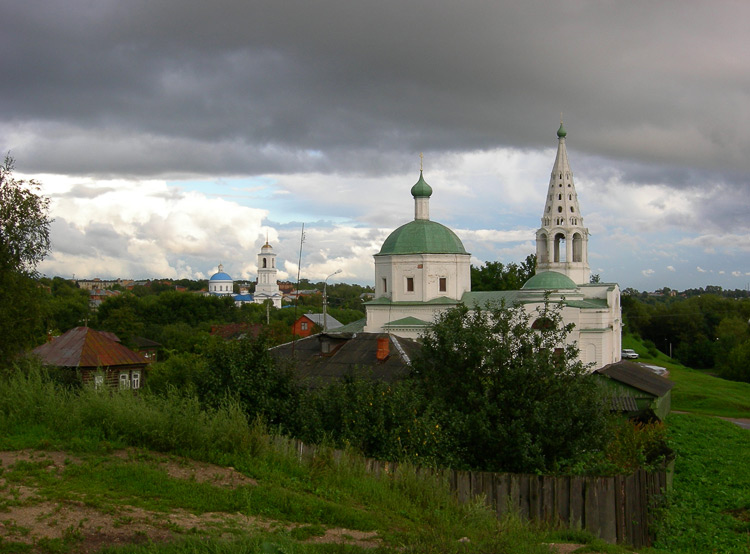
Вид на Троицкий собор с места бывшей Караульной башни Серпуховского кремля, 2006 год
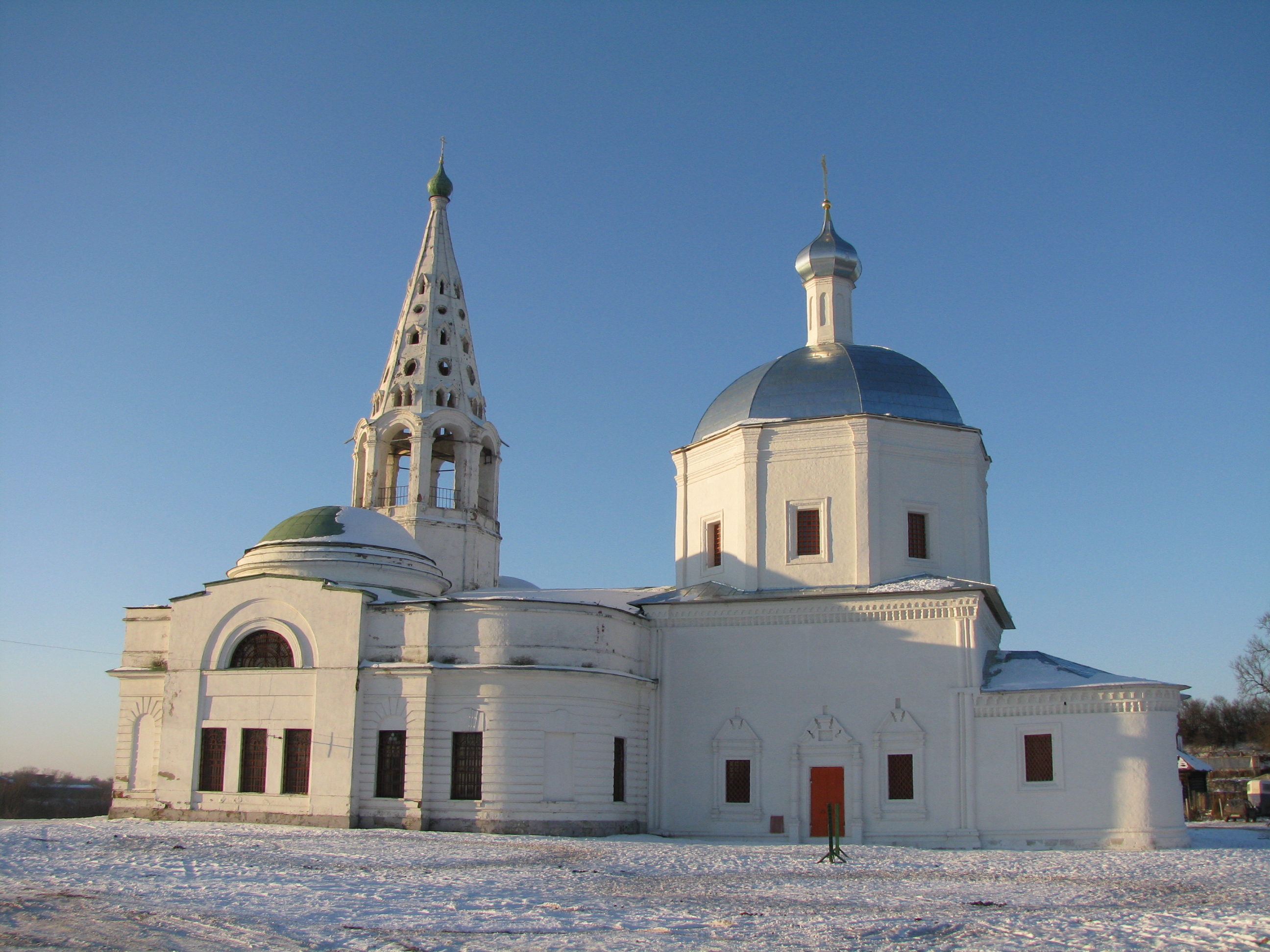
Троицкий собор в 2008 году, вид с юга
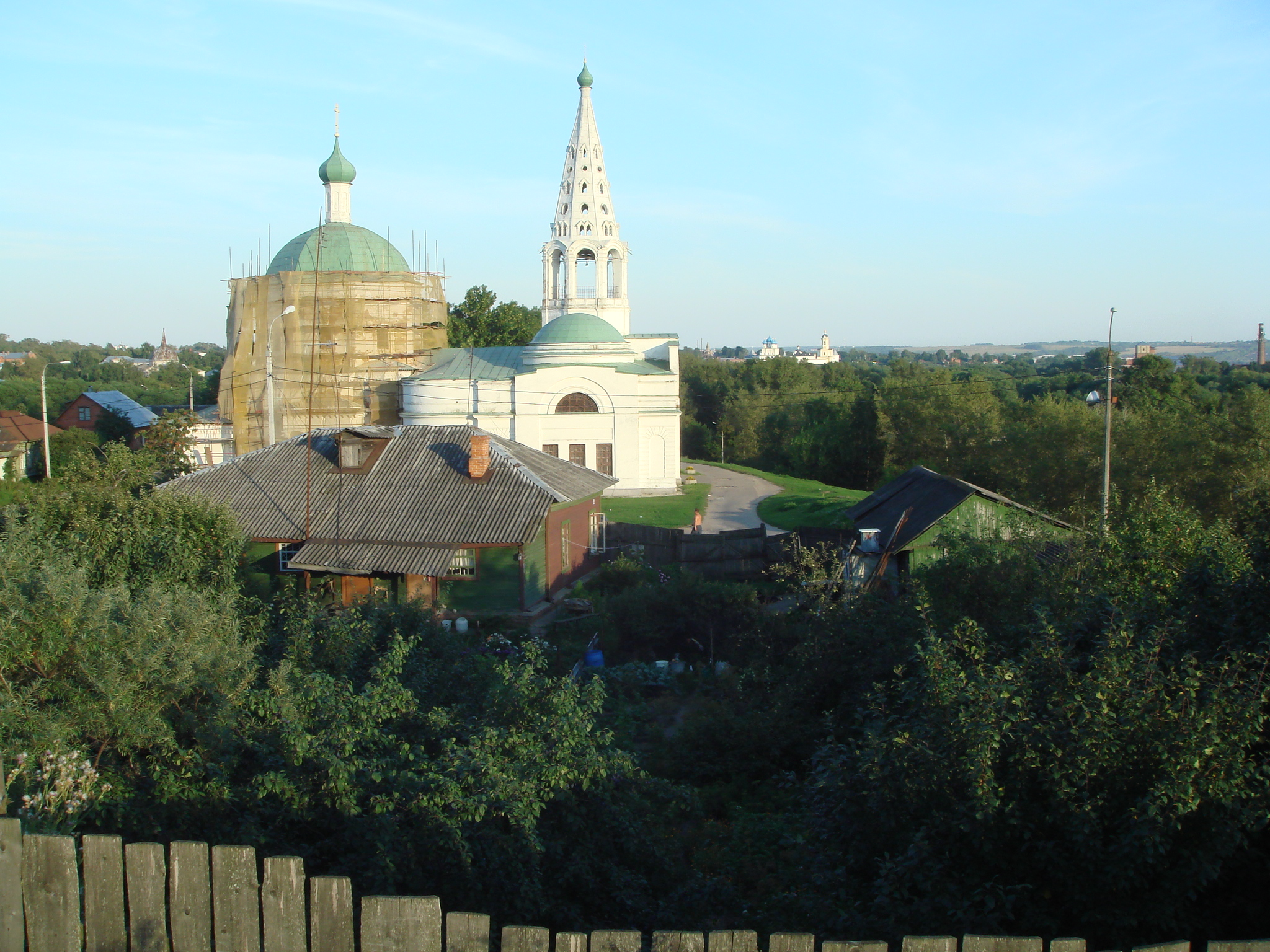
Троицкий собор в 2007 году, вид с севера
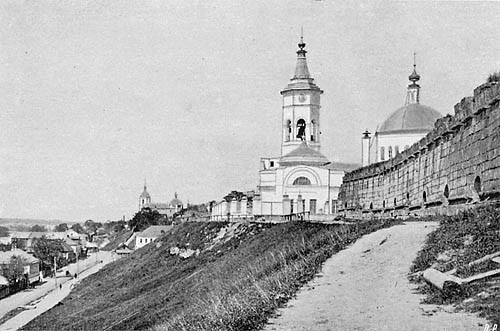
Серпухов. Кремль и Троицкий собор. Фото 1905 года
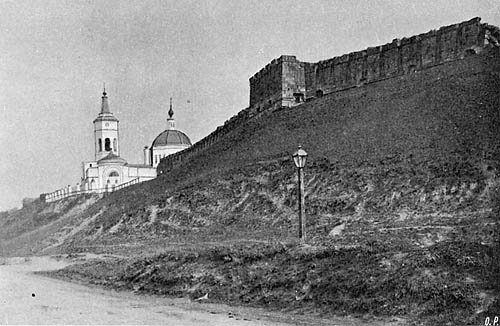
Серпухов. Кремль и Троицкий собор. Фото 1905 года
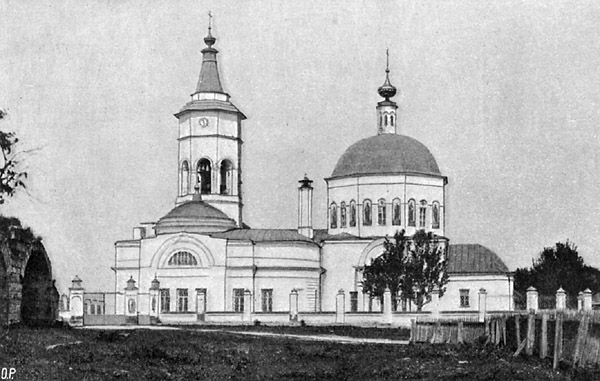
Троицкий собор в 1905 году